# هوشیدر
هوشیدر یا اوشیدر نام نخستین موعود زردشتیان است، که بنابر روایت مزدیسنا، سی سال مانده به پایان سدهٔ دهم از هزارهٔ زردشت ظهور خواهد کرد، بدین ترتیب که دوشیزه‌ای پاکدامن، از تخمهٔ زردشت، که در دریاچه کیانسه (هامون) در سیستان باقی مانده، بی‌آنکه به شوی رفته باشد، بار می‌گیرد و کودکی به نام هوشیدر از او زاده می‌شود. در سی سالگیِ او خورشید ده شبانه روز در اوج آسمان - در همان جایی که اول خلقت بود - می‌ایستد و در پایان این هزاره هوشیدر به پیامبری برانگیخته می‌شود. در عهد هوشیدر پادشاهی به نام بهرام ورجاوند سرکار است که ایران را نجات خواهد داد. همچنین در پاره‌ای از سرودهای زرتشت نام سه سوشیانت به‌طور پیوسته که پس از هر هزاره ظهور می‌کنند آمده است.

## ریشه نام
در نوشته‌های اوستایی از Uxshyat-ereta اوخش یَت اِرِتَه
یاد می‌شود که نخستین سوشیانس است.
در نوشته‌های پارسی میانه نگارش این نام خورشیتدر یا اوشیتر است و امروزه به گونهٔ اوشیدر یا هوشیدر درآمده است که گاهی واژهٔ بامی به معنای درخشان به آن افزوده می‌شود. هوشیدربامی به معنای هوشیدر درخشان است.
در اوستا، فروردین یشت در بندهای ۱۲۸ و ۱۲۹ چنین آمده است:
«به فروهر اوخشیت ارته مقدس درود می‌فرستیم»
در ادبیات فارسی دری، شیذر یکی از نامهای خداوند یکتا آمده است.